# Ждраљевина
Ждраљевина, ждраљика, пискавица (лат. Galega officinalis), је вишегодишња зељаста биљка из породице бобова или махунарки (Fabaceae).